# Przewóz (Karczew)
Przewóz  (dawn. Podwiśle lub Przewóz Karczewski) – dawna wieś, od 1958 w granicach Karczewa, w województwie mazowieckim, w powiecie otwockim. Leży w zachodniej części miasta, wzdłuż dolnego biegu ul. Wiślanej, nad Jagodzianką.
Dawniej samodzielna wieś. Powstała prawdopodobnie pod koniec XVII w. przy istniejącej przeprawie przez Wisłę, która wtedy płynęła u podnóża skarpy, korytem obecnej Jagodzianki. W 1704 pod Przewozem przeprawiał się ze swoimi wojskami król szwedzki Karol XII. W drugiej połowie XVIII wieku funkcjonowała tutaj przeprawa promowa do istniejącego dawniej na drugim brzegu Wisły folwarku Grzanki
należącego do majątku Bielińskich. Na początku XIX wieku Przewóz posiadał sześć domów a w 1886 r. mieszkańcy wsi gospodarowali 115 mórg ziemi.
W 1921 roku Przewóz należał do gminy Karczew w powiecie warszawskim i liczył 241 mieszkańców. 20 października 1933 utworzono gromadę Przewóz w granicach gminy Karczew, składającą się z samej wsi Przewóz.
1 października 1932 od Przewozu Karczewskiego odłączono grunta zaserwitutowe należące do osady Nr. 1,18, włączając ją do miasta Otwocka w tymże powiecie.
Podczas II wojny światowej w Generalnym Gubernatorstwie, w dystrykcie warszawskim. W 1943 Przewóz liczył 212 mieszkańców.
1 lipca 1952 z gminy Karczew wyłączono 20 gromad, po czym, w następstwie likwidacji powiatu warszawskiego, gminę Karczew składającą się już tylko z dwóch gromad – Karczewa i Przewozu – przeniesiono do nowo utworzonego powiatu miejsko-uzdrowiskowego Otwock, i przekształcono w jedną z jego ośmiu jednostek składowych – dzielnicę Karczew. Dzielnica Karczew przetrwała do końca 1957 roku, czyli do chwili zniesienia powiatu miejsko-uzdrowiskowego Otwock, przekształcając go w zwyczajny powiat otwocki. 1 stycznia 1958, już w powiecie otwockim, nadano jej status osiedla, przez co Przewóz stał się integralną częścią Karczewa, a po nadaniu osiedlu Karczew praw miejskich 31 grudnia 1959 – stał się częścią miasta.